# Camada de sessão
Camada de sessão cuida dos processos que controlam a transferência dos dados, cuidando dos erros e administrando os registros das transmissões.
De acordo com  Gallo e Hancock   esta camada é vista como responsável por coordenar o fluxo dos dados entre os nós. Nela são implementadas regras para sincronização das trocas de mensagens, e por averiguar quais procedimentos a serem tomados em caso de falhas. Intercala as camadas de Apresentação e Transporte, as quais se comunicam diretamente com ela.
A camada de transporte gerencia a comunicação fim a fim entre duas máquinas, mas o que desejamos é a comunicação entre aplicações nessas máquinas.
A camada de sessão tem objetivo de fornecimento desse serviço de gerência de conexão entre aplicações, provendo ainda o mecanismo de segurança, autenticação e sincronismo entre as partes. De forma simples, podemos dizer que permite a comunicação fim a fim entre aplicações em máquinas remotas, provendo ainda segurança via mecanismo de criptografia e gerencia de sessão. 